# Evropská silnice E442
Evropská silnice E442 je evropská silnice třídy B vedoucí Českem a Slovenskem, dlouhá 590 km. Před rozdělením Československa vedla pouze touto zemí a nepřekračovala státní hranice. Hlavním posláním E442 je propojení tří severojižních evropských páteřních tras E55, E65 a E75 s dalšími mezinárodními silnicemi E48, E50, E67, E461 a E462. Kromě toho spojuje 5 českých a 1 slovenské krajské město. V Česku tvoří významné tangenciální propojení severní poloviny Čech a střední a východní Moravy. Je vedena po dvou- až čtyřproudých silnicích, v části trasy se postupně buduje dálnice D35.

## Vedení silnice
Česko
- Karlovy Vary () – Ostrov – Chomutov – Most – Teplice
- Teplice – Bystřany
- – Řehlovice
- – Trmice
- – Ústí nad Labem
- Ústí nad Labem – Děčín
- Děčín – Nový Bor () Svor – Bílý Kostel nad Nisou
- – Chrastava – Svárov
- – Liberec – Hodkovice nad Mohelkou –
- Turnov
- Turnov – Kbelnice –
- Jičín –
- Úlibice – Všestary –
- Hradec Králové
- – Opatovice nad Labem – Dašice –
- – Stradouň – Nová Ves (Zámrsk)
- – Vysoké Mýto – Svitavy () – Mohelnice
- Mohelnice – Olomouc
- Olomouc – Lipník nad Bečvou ()
- Lipník nad Bečvou
- – Hranice
- Hranice – Valašské Meziříčí – Bílá-Bumbálka

 Slovensko
- Bumbálka – Makov – Bytča
- Bytča
- – Žilina

## Popis trasy

### V Česku
Vedení silnice E442 českým územím v podstatě odpovídá trasám silnic I/13 (úsek Karlovy Vary – Liberec) a I/35 (z Liberce na státní hranici), v detailním pohledu však na mnoha místech přechází na jiné silnice nebo s nimi peážuje, také je postupně převáděna na dálnici D35.
Začíná v Karlových Varech na křižovatce s E48, odkud vede po silnici dálničního typu I/13 do Ostrova, odtud pokračuje po silnici I/13 přes Klášterec nad Ohří do Chomutova kde se stýká s dálnicí D7. Z Chomutova přes Most do Teplic je silnice I/13 až na úsek v Bílině opět dálničního typu. V Teplicích E442 dočasně opouští silnici I/13 a odklání se po úseku silnice I/8 na rychlostní silnici I/63 a dálnici D8 (exit 64), kde se setkává s páteřní mezinárodní silnicí E55.  Alternativně je z Teplic značena i po silnici I/13 přes Přestanov a následně po úseku I/30 na exit 74 na D8. Z dálnice je E442 každopádně svedena na exitu 69 na průtah přes Ústí nad Labem a dále na silnici I/62 do Děčína, kde se opět napojuje na silnici I/13 vedoucí až do Liberce. U Nového Boru je krátce vedena po čtyřproudém úseku silnice I/9.
Před Libercem E442 volně přechází na silnici I/35, kterou odtud až na hranice se Slovenskem v zásadě neopustí. Střídavě je pak silnice I/35 i čtyřpruhová a směrově oddělená. Z Liberce míří do Turnova, kde se E442 kříží s další páteřní silnicí E65. Dále vede přes Jičín a Hořice ke Hradci Králové, kde je E442 navedena na obchvat dálnice D11 (E67) a následně D35, která obchází Pardubice a v současnosti (léto 2025) je ukončena u Ostrova napojením na silnici I/17, po níž se vrací zpět na původní I/35.
Po ní pokračuje přes Vysoké Mýto, Litomyšl a Svitavy, kde na ni navazuje E461 směr Brno, a dále přes Moravskou Třebovou do Mohelnice, kde se z ní opět stává dálnice D35. Ta vede přes Olomouc, kde se k E442 připojuje E462, do Lipníku nad Bečvou, kde končí napojením na dálnici D1. Z ní ještě v rámci téže křižovatky odbočuje další úsek silnice I/35, po němž je E442 navedena na silnici I/47 do Hranic, kde se znovu odpojuje jako I/35. Po ní vede přes Valašské Meziříčí a Rožnov pod Radhoštěm až na česko-slovenskou hranici, na přechod Bílá-Bumbálka – Makov.

#### Obce na trase
Ačkoliv je snaha vést mezinárodní silnice mimo zastavěná území a pokud možno po dálnicích, z různých důvodů, zejména složitosti terénu a hustoty osídlení, je E442 na mnoha místech Česka stále vedena po obyčejné silnici přes intravilány obcí, někdy i skrz centra. V létě 2025 to byly od západu tyto (tučně vyznačena města):
- Stráž nad Ohří, Boč, Klášterec nad Ohří, Málkov, Chomutov, Bílina, Ústí nad Labem, Děčín, Ludvíkovice, Huntířov, Markvartice, Veselé, Česká Kamenice, Kamenický Šenov, Cvikov, Lvová, Rynoltice
- Turnov, Karlovice, Hrubá Skála, Ktová, Újezd pod Troskami, Libuň, Kněžnice, Jinolice, Podůlší, Kbelnice, Úlibice, Konecchlumí, Ostroměř, Bílsko u Hořic, Klenice, Sadová, Lípa
- Stradouň, Vysoké Mýto, Hrušová, Litomyšl
- Hranice, Teplice nad Bečvou, Černotín, Milotice nad Bečvou, Hustopeče nad Bečvou, Valašské Meziříčí, Zašová, Zubří, Rožnov pod Radhoštěm, Dolní Bečva, Prostřední Bečva, Horní Bečva

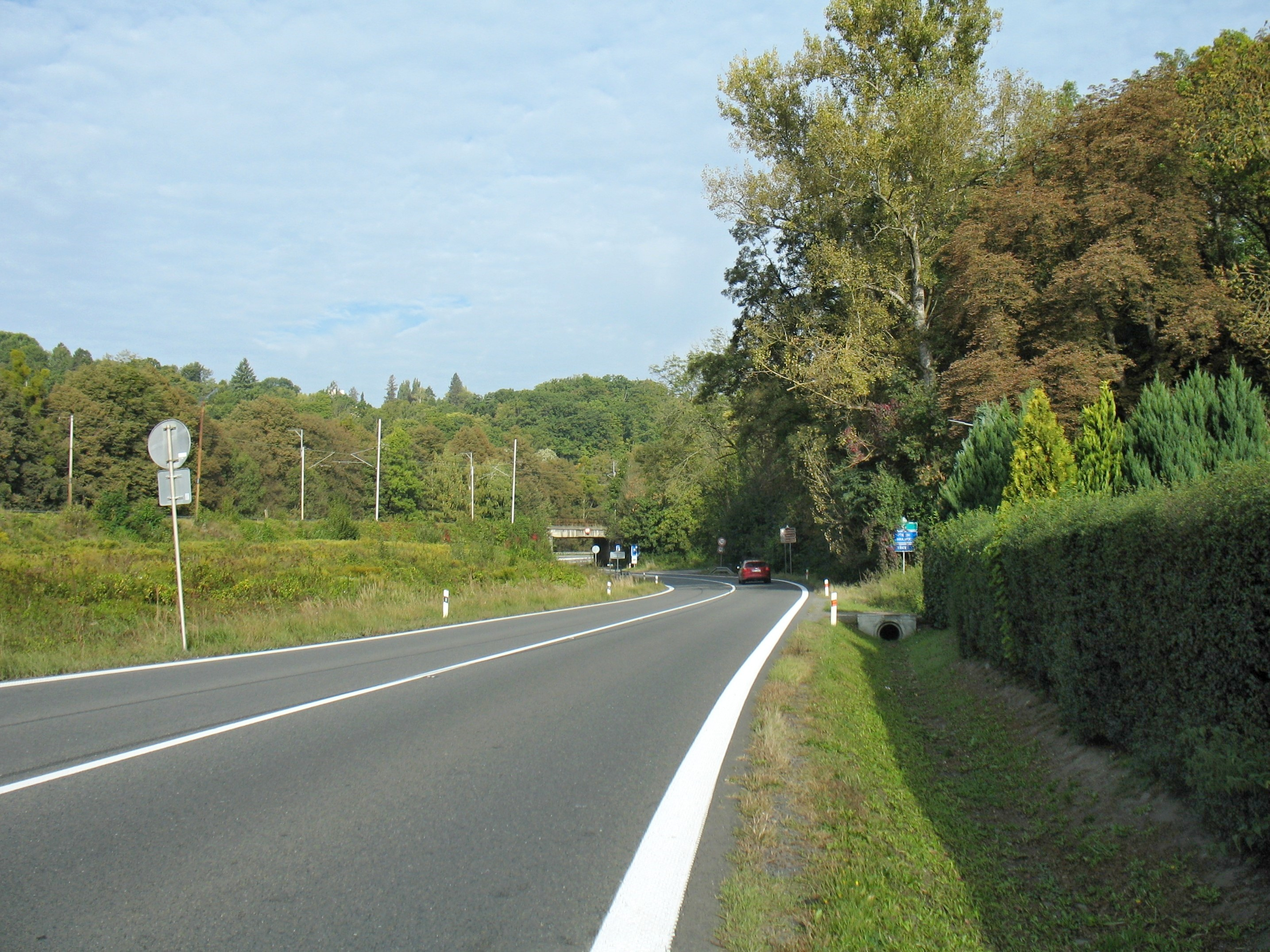
Silnice E442 u Černotína poblíž Hranic v okrese Přerov

### Na Slovensku
Na území Slovenska na českou I/35 navazuje silnice I/10 (do 1. srpna 2015, kdy došlo k částečnému přečíslování silnic I. třídy na Slovensku, šlo o silnici č. 18 – původní československé číslo této silnice), po které E442 pokračuje přes Makov do Bytči. Zde trasa silnice I/10 končí a v souběhu se slovenskou dálnici D1 pokračuje jako silnice I/61 do Žiliny. Tam E442, na křižovatce E50 s E75, končí. Alternativně je v Bytči vedena po přivaděči (úsek silnice II/507) přímo na nájezd na D1 a po ní do Žiliny.

## Plány
V budoucnu by měla téměř celá trasa E442 vést po dálnicích nebo silnicích dálničního typu. V úseku Karlovy Vary – Teplice je silnice I/13 postupně rozšiřována na čtyřpruhovou, z Liberce do Úlibic jako silnice I/35 jako silnice pro motorová vozidla, z Úlibic až do Lipníku nad Bečvou povede souvislá dálnice D35.  
Po vybudování Palačovské spojky by mohla být E442 mezi Lipníkem a Valašským Meziříčím přeložena na stávající úseky D1, D48 a nový rychlostní úsek I/35. Tím by se vyhnula městu Hranice a několika dalším obcím. 
Výhledově se též uvažuje o úplném přemístění trasy E442 mezi Olomoucí a Žilinou, a to na (nyní rozestavěné) dálnice D49, D55 a slovenskou R6 přes Zlín a Púchov. Další varianta je, že na D49, modernizovanou I/49 a S6 bude převedena páteřní evropská silnice E50, dosud vedoucí po silnici I/50 – pak by E442 mohla být zkrácena a ukončena na dálniční křižovatce Hulín, anebo ponechána v původní trase.